# Titus Buberník
Titus Buberník (Pusté Úľany, 12 de outubro de 1933 – 27 de março de 2022) foi um futebolista eslovaco, que atuou como meia.

## Carreira
Buberník jogou na Copa das Nações Europeias de 1960 pela Seleção Tchecoslovaca, com a qual conquistou o terceiro lugar. Com e equipe nacional, também participou das Copas do Mundo de 1958 e 1962, sendo vice-campeão dessa última.

## Morte
Buberník morreu em 27 de março de 2022, aos 88 anos de idade.

## Campanhas de destaque
- Copa do Mundo de 1962: 2.º lugar